# Nastradamus
Nastradamus è il quarto album in studio del rapper statunitense Nas, pubblicato il 23 novembre 1999 dalla Columbia e dall'etichetta di Nas, la Ill Will Records. Originariamente era programmato per essere pubblicato come seguito di I Am..., composto da materiale tratto da sessioni di registrazione per il suo terzo album, il 26 ottobre 1999. A causa della pubblicazione illegale su internet del materiale, Nas ha registrato canzoni separate per Nastradamus per rientrare nei tempi della pubblicazione prevista entro il novembre del 1999.

## Accoglienza
| Recensione                    | Giudizio                |
| ----------------------------- | ----------------------- |
| AllMusic                      | [ 1 ]                   |
| The Washington Post           | favorevole              |
| Entertainment Weekly          | A–                      |
| Rolling Stone                 | [ 8 ]                   |
| USA Today                     | [ 9 ]                   |
| Chicago Tribune               | mista                   |
| Los Angeles Times             | [ 11 ]                  |
| Robert Christgau              | né positiva né negativa |
| PopMatters                    | mista                   |
| Yahoo! Music                  | mista                   |
| The Rolling Stone Album Guide | [ 15 ]                  |

Il quarto sforzo di Nas ottiene generalmente recensioni negative ed è considerato l'album peggiore di Nas. Molte pubblicazioni dedicano al prodotto una recensione mista, mentre Allmusic e Rolling Stone gli assegnano rispettivamente 2.5/5 e 2/5 stelle.
Keith Farley, per Allmusic, scrive: «[...] Nas riemerge sei mesi dopo il suo terzo album con Nastradamus [...] potrebbe essere un intrigante concept album, ma Nastradamus è continuamente compromesso da tracce che non contribuiscono al tema. Per ogni brano emotivo come Some of Us Have Angels o God Love Us, ci sono gli stessi vecchi inni da vita di strada che dovresti aspettarti di sentire come Shoot 'Em Up, Come Get Me o You Owe Me. Suonano bene (grazie alla produzione di L.E.S., DJ Premier e Timbaland), ma il risultato è un altro album hip hop tirato fuori che vaga senza meta e non dice mai veramente nulla.»

## Tracce
1. The Prediction – 1:19 (testo: Nasir Jones, Richard Jackson, Jessica Care Moore – musica: Rich Nice)
2. Life We Chose – 4:08 (testo: Jones, Leshan Lewis, Fred Wesley Jr. – musica: L.E.S.)
3. Nastradamus – 4:11 (testo: Jones, Lewis, James Brown – musica: L.E.S.)
4. Some of Us Have Angels – 4:15 (testo: Jones, Damon Blackmon – musica: Dame Grease)
5. Project Windows (featuring Ronald Isley) – 4:55 (testo: Jones, Nashiem Myrick, Carlos Broady – musica: Nashiem Myrick & Carlos Broady for The Hitmen)
6. Come Get Me – 5:31 (testo: Jones, Christopher Martin – musica: DJ Premier)
7. Shoot 'Em Up – 2:35 (testo: Jones, Kejuan Muchita – musica: Havoc)
8. Last Words (featuring Nashawn) – 5:31 (testo: Jones, Lewis, Ralph Middlebrooks, James Williams, Billy Beck, Clarence Satchell, Leroy Bonner, Marshall Jones, Marvin Pierce, Nashawn Jones – musica: L.E.S.)
9. Family (featuring Mobb Deep) – 5:16 (testo: Jones, Lewis, Albert Johnson, Blackmon – musica: Dame Grease)
10. God Love Us – 4:37 (testo: Jones, Blackmon – musica: Dame Grease)
11. Quite Niggas (featuring Bravehearts) – 4:57 (testo: Jones, Eugene Gray, Jabari Jones, Michael Epps – musica: Dame Grease)
12. Big Girl – 4:19 (testo: Jones, Lewis, Lamar Bryant, Rob Douglas – musica: L.E.S.)
13. New World – 4:00 (testo: Jones, Lewis, Jeff Porcaro, David Paich – musica: L.E.S.)
14. You Owe Me (featuring Ginuwine) – 4:47 (testo: Jones, Tim Mosley, Stephen Garrett – musica: Timbaland)
15. The Outcome – 1:54 (testo: Jones, Moore, Jackson – musica: Rich Nice)

Durata totale: 62:15

## Successo commerciale
L'album debutta in settima posizione nella Billboard 200 e vende 232 000 copie nella sua prima settimana. Nonostante le recensioni contrastanti, l'album si rivela un successo commerciale, raggiungendo la certificazione di platino da parte della RIAA per il milione di unità vendute il 22 dicembre del 1999. Inoltre, dall'album sono estratti due singoli che riescono a classificarsi.

## Classifiche

### Classifiche settimanali
| Classifica (1999-21) | Posizione massima |
| -------------------- | ----------------- |
| Germania             | 45                |
| Grecia               | 35                |
| Paesi Bassi          | 90                |
| Regno Unito          | 90                |
| Stati Uniti          | 7                 |
| Svizzera             | 92                |

### Classifiche di fine anno
| Classifica (2000) | Posizione massima |
| ----------------- | ----------------- |
| Stati Uniti       | 86                |